# 汲み取り式便所
汲み取り式便所（くみとりしきべんじょ）は、日本で使われてきた落下式便所の一つ。擬音語を使って、「ボットン便所」などとも呼ばれる。
便所の処理方式には、地面浸透処理、河川流水処理、溜め汲み処理があるが、汲み取り式便所は溜め汲み処理の処理方式である。発展途上国で普及しているピットラトリンは汲み取りを行わない地面浸透処理の地下浸透式便槽トイレであり形式が異なる（後述）。

## 概説
汲み取り式便所（汲み取り便所）は、排出されたし尿を便器下の便槽に貯留し、定期的に人力あるいは機械によって汲み取る（抜き取る）形式の便所をいう。
便所の処理方式には、原始時代からある地面浸透処理、河川や人工の排水路を使う河川流水処理、溜め汲み処理があり、汲み取り式便所は溜め汲み処理の処理方式である。また汚水処理方式には乾式と湿式、集中式と分散式があり、汲み取り式便所は乾式のうち汲み取り（引き抜き）を行って汚水を処理する場所にまで運搬する集中式の処理方式である。し尿処理施設など処理を行う場所にまで運搬するための自動車をバキュームカーという。
汲み取り式便所は汲み取りを行って別の場所で処理を行う集中式の処理方式であり、発展途上国で普及している汲み取りを行わない分散式の処理方式のピットラトリン（地下浸透式便槽トイレ）とは異なる。ピットラトリンは地下に穴を設けた簡素な形式で、2007年の日本トイレ協会「途上国のトイレ・環境改善支援事例集第2集」によると発展途上国26か国39事例で最も多い形式だった。このピットラトリンは汲み取り式便所とは異なり、ピット（槽）が満杯になったら閉鎖し、別のピットを使用する形式（地下浸透式便槽トイレ）である。日本の環境省の資料でもピットラトリンは「日本では一般的に行われていない」方式として整理されている。
汲み取り式便所は下水道や浄化槽を用いる水洗式便所とは異なるが、簡易的な腐敗処理機能や水洗機能を付けたものもある。

## 俗称
汲み取り式便所は、落下式便所であることが多く、俗に話し言葉などでは、擬音語を使って、「ポットン便所」、「ボットン便所」などと呼ばれる。
もしくは、前述から「便所」を省略して単に「ポットン」、「ボットン」などとも呼ばれる。また、「便所」のかわりに「トイレ」を付与して「ポットントイレ」、「ボットントイレ」などとも呼ばれる。

## 歴史
汲み取り方式は古代から存在したわけではなく、原始的な処理方式として地面浸透処理や河川流水処理があった。日本でも古事記を始め、便所は厠（）と称され、飛鳥時代には便所を小川の上に設置する河川流水処理の方式があったとされる。奈良時代になると仏教建築で側屋が造られるようになり、中世には便所を離れや家屋の端に設けて容器を使って捨てる溜め壺式が普及した。
し尿は最初は河川や沼沢に捨てられていたが、経験則から肥料として利用されるようになった（下肥）。または大陸から稲作が伝わった後、し尿を溜めて肥料にする習慣が生まれ、その場所をそのまま便所として整備するようになったとする説明もある。日本では、江戸時代ごろに汲み取り方式が主流となった。
日本では20世紀に入る頃までに公的機関による汲み取りが進んだ。しかし、汲み取り式便所の汚物は近隣の農民が肥料として使用するサイクルが出来上がっていたため、農民らとの間に軋轢が生じることもあった。1912年、大阪市や名古屋市で、汲み取りの市営化に反対する農民の反対運動が発生している。
東京では、屎尿処理の公営化の取り組みが他の都市と比べて遅れ、1921年（大正10年）に牛込区、小石川区、本郷区、翌1922年（大正11年）には下谷区、1923年（大正12年）には浅草区の範囲で拡大した。

## 構造

### 大便器
便器内の半分（半穴または丸穴）、もしくは全体に穴が開いてあり（全穴）、その穴を通って排泄物が便槽に貯留される仕組み。汲み取り式に使われる便器は基本的に和式便器であるが、洋式便器も障害者対応便所や老人が同居している住宅など、一部に見られる。また、和式便器に洋式便器を被せた「簡易洋式トイレ」というものもある。

### 小便器
江戸時代ごろまでは、壁式や木製ストール式が存在していた。現在は陶器製朝顔形が多いが、その他に陶器製またはプラスチック製のストール式小便器が存在し、一部の施設ではトラップの有無に関係なく水洗用のストール式小便器を汲み取り式に使用している例も見られる。

### 臭突

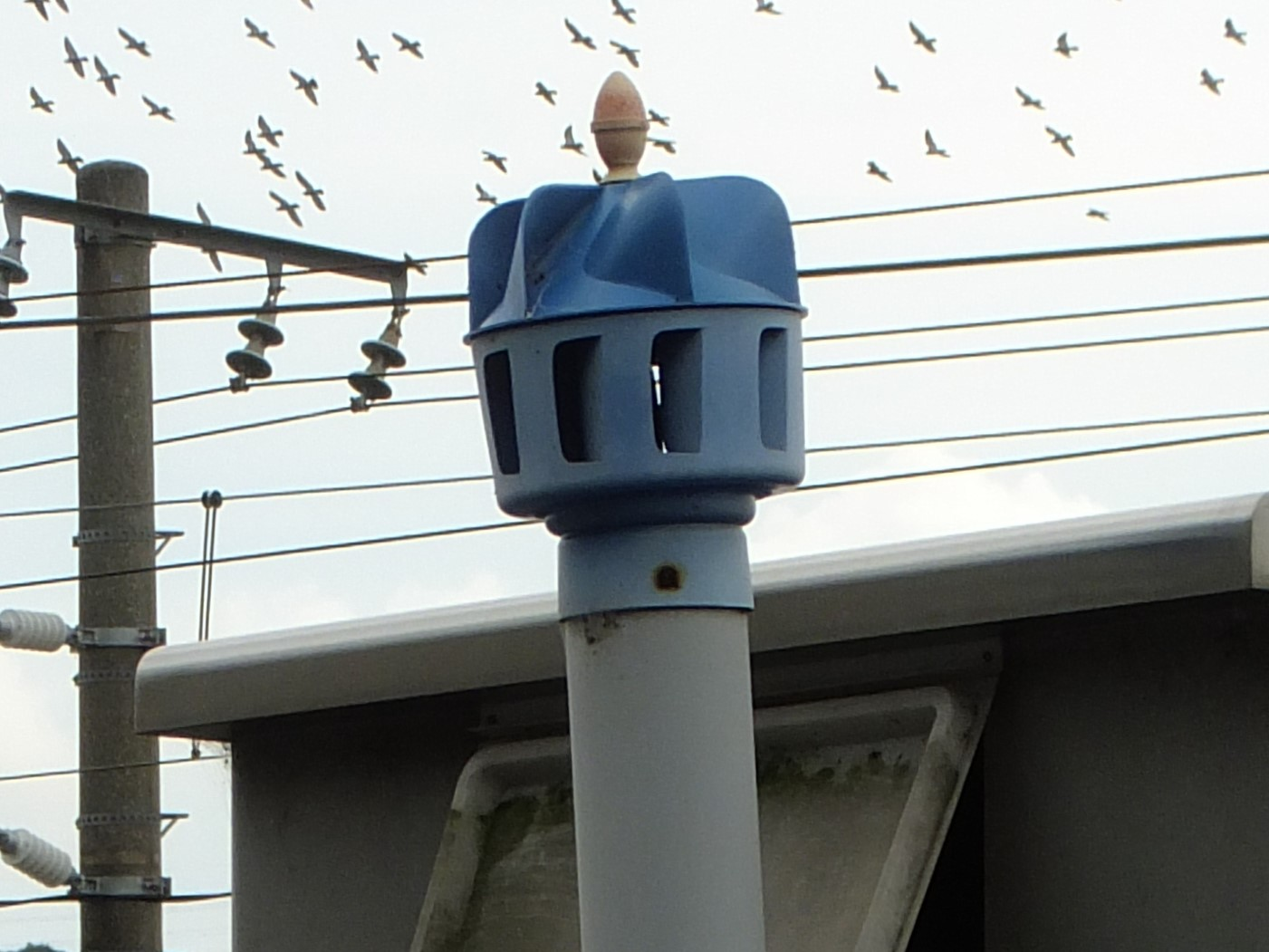
風力式臭突

大抵、外気に臭いを排出する煙突式の臭突（）がある。臭突にはかつて石綿管が使われていたが、有害なことから後に規制され、原則的に塩ビ管が使われている。臭突の先端には雨水が便槽に入るのを防ぐための傘が付けられるが、ほとんどの場合は風力式もしくは電動式の換気扇が付けられる。後述の無臭トイレにはヒーター式の脱臭装置がついている場合もあるが、後に電動ファンに交換される場合が少なくない。

### スパッター
便器と直下管を接続するための短い継ぎ手管。穴を小さくするので、小児の転落防止に役立つ。

### 直下管
いわゆるスットン管（ボットン管）のこと。水洗便所の排水管よりも太い。コンクリート、陶器などさまざまな材質の物があるが、近年は塩ビなどプラスチック製のものが多く採用されている。U字型トラップを含む無臭トイレになくてはならない必須部材である。または汲み取り式便所を2階以上の高さに設置する場合に、1階下に埋まっている便槽まで直下管をつなげる役割も果たす。

### 便槽（し尿槽）
汚物を貯留しておく槽。

### 汲み取りの方法
便槽に貯留された汚物は、定期的に便槽から取り出す必要がある。古くは柄の長い柄杓を用いて汚物を汲み取り、農業の肥料として使用された。「汲み取り式」と呼ばれる所以である。戦後はバキュームカーで回収するのが一般的となった。

### 汲み取り口
便所の床下の腰壁に汲み取り口は設けられ、「けんどん」の木製の、のちに鉄製の蓋が付けられた。改良便所では、便槽の上面に地面とすれすれに設け、これに蓋をした。外部からガなどが侵入することもあり、また蓋のすき間から寒風の吹き入れなどの欠点もあり、その大きさは人体が通り得ないものがよく、蓋は密閉し得るものがよいとされた。

## 種類

### 普通汲み取り便所
普通汲み取り便所は便器の下部に設けた便槽にし尿が貯留される最も基本的な形式の便所である。便器と便槽の間にトラップ等のある配管はなく便槽に仕切りはない。便槽は木製が多かったが、コンクリートやモルタル、PVC（ポリ塩化ビニル）や FRP（繊維強化プラスチック）を用いたものが多くなった。

### 改良便所
改良便所とは処理機能や臭気対策機能を備えた改良型の汲み取り式便所である。

#### 内務省式改良便所
1927年に内務省衛生局実験所から公表されたもの。消化器系の伝染病や寄生虫病対策として研究され考案された。
それによれば、構造は、コンクリートの密閉式の便槽、大便器、両者を連結する陶製円筒、小便器から成る。便槽は中隔壁で5槽に分かれ、内面は防水モルタル塗り。第1槽に投入された糞尿は嫌気性菌によって腐敗液化し、第2・第3・第4の便槽を経て第5槽に流入し、第5槽に溜まった最も腐熟の進んだものが汲み取られる。糞尿は投入されてから汲み取られるまでに少なくとも1か月間は便槽内で腐熟するように、使用者の人数に応じて便槽の大きさは考慮する。糞尿は空気から遮断され放置されれば、その中の嫌気性菌によって固形汚物は腐敗液化し、病原菌、寄生虫卵などは嫌気性菌によって死滅するから、糞尿は嫌気性菌によって長く腐熟させるほど安全である。糞尿中の病原菌、寄生虫卵が完全に死滅するのに要する時間は研究の結果、内務省改良便所の場合、汚物投入後1か月以上経過したのち汲み取るように便槽の大きさは定められた。便槽内に投入された糞尿は空気との接触をできるだけ少なくして嫌気性菌を繁殖させるために大便器と便槽内液面とを陶製円筒で連結させ、便槽は汲み取り口を除けば密閉され空気の出入りを防ぐ構造である。汲み出されるものは完全に液化し、病原菌は殺滅されているからただちに肥料として耕地などに使用することができる。
大きさは、10人として、長さ2.5 m内外、幅約1 m、深さ約1.3 m（深いほど効果は大きい）。壁の厚さは底面9 - 12 cm、側壁および被蓋7 - 9 cm、中隔4 - 6 cm。内径は幅、水深各室とも約1 m、長さ第1槽0.6 - 0.9 m、第2槽0.3 m、第3槽および第4槽0.2 m、第5槽0.6 m内外。容積（便槽が十分に満たされた場合の包擁容積）は第1槽0.5 - 0.7立方メートル、第2槽0.3立方メートル、第3槽および第4槽0.2立方メートル、小計1.14 - 1.39立方メートル有効容積、第5槽約0.3立方メートル汲み取り室容積。ただしなるべく広いほうが便利である。1家族10人、1人1日平均1 ℓの排泄量として第1槽から第4槽に約120 - 150日の糞尿を貯えることができる。すなわち約4ヶ月 - 5ヶ月後に汲み出される。第1槽と大便器との連結である糞尿落込口は内径約1 mの土管。その下端は汚物面に接触させない。大便器には蓋をする。小便器の流口は大便落込土管の上方を開口させる。汲み取り口は第5槽の上方にマンホールを付ける。その他に非常掃除口、換気装置などを付ける。

#### 厚生省式改良便所
直下式の非水洗便所は便槽にし尿が積み上がっていき、汲み取り時に新しいし尿も同時に汲み上げてしまう構造のために寄生虫卵や法定伝染病菌が死滅する以前に汲み取られてしまい、衛生上の問題が発生するので、屎尿を100日・3か月以上貯留できる構造とし、また臭気の問題も軽減させる事が考えられた便所。厚生省により提唱されたのでこの名称がある。
便器から土管・コンクリート管の直下管を設け、仕切り板により気密にされ臭突により直下管へ臭気の逆流を防ぐ構造の第一の貯留層と、堰により隔てた第二の汲み取り槽により長期間にわたり屎尿を順序良く腐敗させる構造である。当初は複数の仕切り板が設けられたが詰りなどの問題が起こり現代の形態を見るに至った。戦後においては最も普及した形態である。

#### 無臭便槽（無臭トイレ）
厚生省式改良便所を参考に、便槽と便器の間にU字管（トラップ）を設けてある構造の汲み取り式便所である。便器の直下に臭突へ分岐する管があり、そこからヒーターや換気扇（脱臭扇）を経て臭気を排出するため直下式便槽より臭気が少なく、それが無臭トイレの名前の由来となっている。前澤化成工業が製造したのを皮切りに積水化学工業・日立化成・ハマネツ・東亞合成・信越ポリマー・ネポン・永大産業・クボタ（旧・久保田鉄工）・大建工業・松下電工（現・パナソニック電工→パナソニック）など化学・建材メーカーなどからも発売されたが、地方でも水洗化されるようになると需要は減少していくとともに、一部のメーカーでは生産から撤退している。

### 簡易水洗式便所
簡易水洗式便所は使用感を水洗式に近づけたレバーや備え付けのシャワーなどで少量の水を流す構造の便所。

## 問題点

### 衛生面
汚物が放つ悪臭が遮るもの無く便所に立ち込めてしまう。また常に汚物を人家の近くに貯留するため、蛆・ハエの発生源になるなど衛生上の問題がある。汲み取り式便所は臭気や衛生害虫の発生などの対策が必要になる。簡易水洗の普及により悪臭が個室内に籠もらないようにすることができるようになり、また汚物と生活空間を分離することができ衛生面はある程度向上した。
台風や河川氾濫による洪水で家屋に浸水が発生した場合、汲み取り式便所に大量の水が流れ込んで溢れ、汚物が街に流出するケースもある。1959年の伊勢湾台風による洪水発生地域では、屎尿が溢れ出して混入した水が長期間引かず、著しい不衛生状態となり病気が蔓延した。無論、下水道であっても、処理能力を超える洪水が発生した場合は類似のケースも考えられるが、汲み取り式便所の方が深刻な被害となる。

### 危険性
汲み取り便所は、構造上、便器の穴を抜けることが出来る乳幼児や小物などが転落する危険性がある。物品を落とした場合は汚物の貯留された便槽内から引き上げることになるため、一度落とした小物を回収することは非常に困難である。さらに問題なのは乳幼児が転落するケースで、実際にこのような事故が何件か発生している。

## 災害の発生と汲み取り式便所
水洗式便所が普及している地域で震災が発生して下水管路が被災すると水洗式便所は使用できなくなり、便所環境の劣悪化（避難所での便所不足や地震による断水）が問題となった。そのため避難場所での「汲み取り式仮設トイレ」の充実が必要と考えられている。しかし、水洗化が進んでいる地域ではバキュームカーそのものが減少しており、災害による道路の寸断などによる収集の難しさも問題になっている。そこで公共下水道に直接接続する公共下水道利用型仮設トイレ（マンホールトイレ）の整備も行われている。

## 日本以外の地域の汲み取り式便所

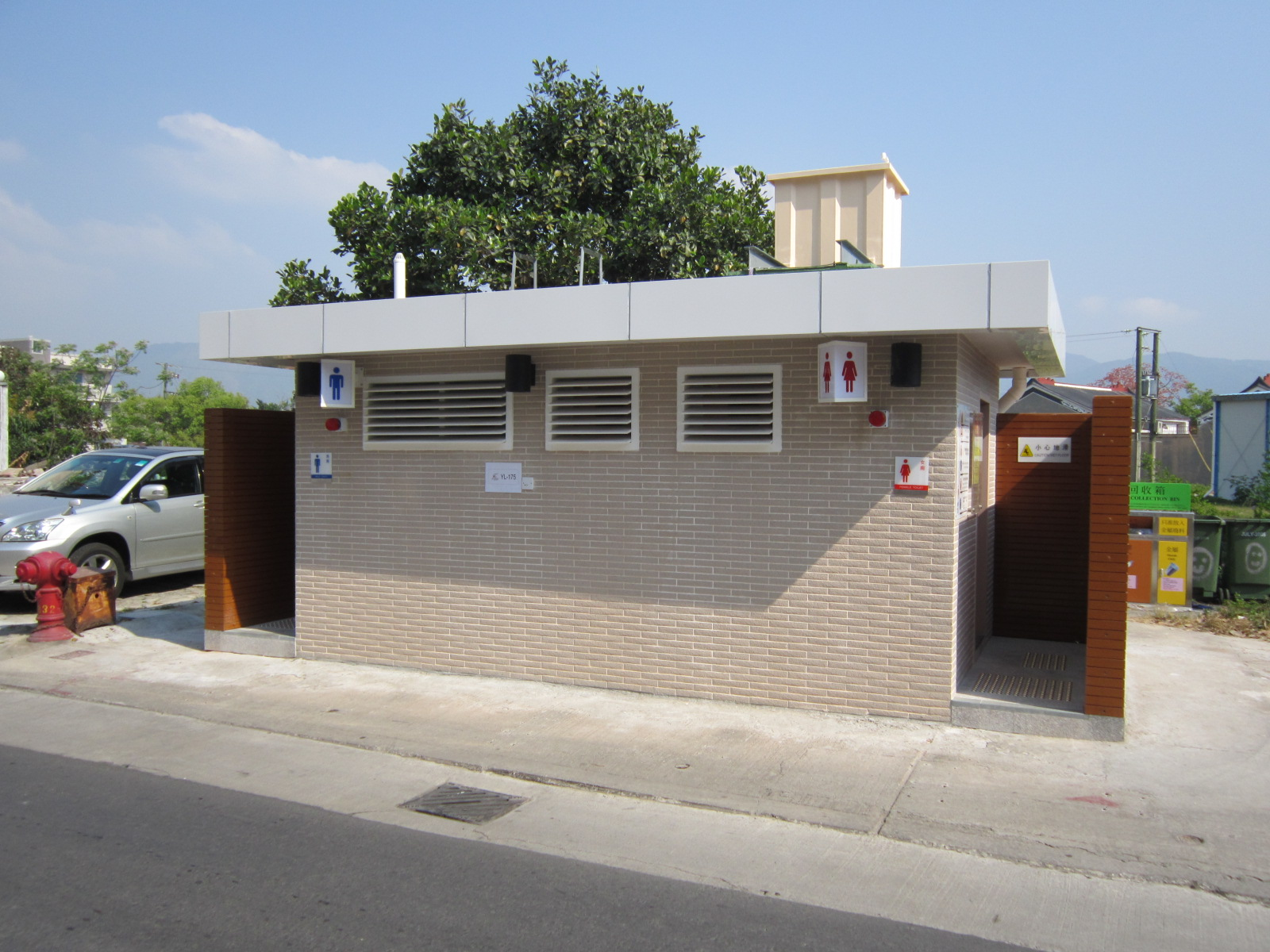
香港の新界地区における汲み取り式便所

日本以外にも定期的な汲み取りが必要なトイレがあり、例えば東欧諸国にも貯留槽を用いた定期的に業者が汲み取りを行う方式の便所がある。ただし、東欧諸国に多く見られる汲み取りが必要な便所は、各戸に設けられた溜め升（セスプール、セスピット）で家庭排水全般を処理するものであるなど構造が異なる。